# Los Angeles D-Fenders 2011-2012
La stagione 2011-12 dei Los Angeles D-Fenders fu la 5ª nella NBA D-League per la franchigia.
I Los Angeles D-Fenders vinsero la Western Conference con un record di 38-12. Nei play-off vinsero il primo turno con gli Iowa Energy (2-0), la semifinale con i Bakersfield Jam (2-0), perdendo poi la finale con gli Austin Toros (2-1).

## Roster
| N°    | Naz.                    | Ruolo | Sportivo         | Anno | Alt. | Peso |
| ----- | ----------------------- | ----- | ---------------- | ---- | ---- | ---- |
| 6     | Stati Uniti (bandiera)  | G     | Andre Ingram     | 1985 | 191  | 88   |
| 10    | Stati Uniti (bandiera)  | G     | Jeremy Green     | 1990 | 193  | 88   |
| 14    | Stati Uniti (bandiera)  | A     | Devin Ebanks     | 1989 | 206  | 98   |
| 14    | Stati Uniti (bandiera)  | G     | Darius Morris    | 1991 | 196  | 86   |
| 14    | Haiti (bandiera)        | A     | Eniel Polynice   | 1988 | 196  | 100  |
| 15    | Stati Uniti (bandiera)  | G     | Rafer Alston     | 1976 | 188  | 86   |
| 15    | Stati Uniti (bandiera)  | G     | James Wright     | 1981 | 185  | 84   |
| 15    | Stati Uniti (bandiera)  | G     | Jamaal Tinsley   | 1978 | 191  | 84   |
| 17    | Stati Uniti (bandiera)  | G     | Courtney Fortson | 1988 | 180  | 84   |
| 17    | Stati Uniti (bandiera)  | G     | Andrew Goudelock | 1988 | 191  | 91   |
| 17    | Stati Uniti (bandiera)  | G     | Al Nolen         | 1989 | 185  | 82   |
| 17    | Stati Uniti (bandiera)  | G     | Kareem Rush      | 1980 | 196  | 91   |
| 18    | Stati Uniti (bandiera)  | G     | Larry Cunningham | 1985 | 191  | 84   |
| 18    | Stati Uniti (bandiera)  | G     | Elijah Millsap   | 1987 | 198  | 98   |
| 18    | Stati Uniti (bandiera)  | GA    | Franklin Session | 1989 | 188  | 79   |
| 21    | Stati Uniti (bandiera)  | G     | Orien Greene     | 1982 | 196  | 99   |
| 21    | Stati Uniti (bandiera)  | G     | Anthony Johnson  | 1986 | 188  | 93   |
| 22-15 | Stati Uniti (bandiera)  | A     | Gary Flowers     | 1983 | 203  | 97   |
| 22    | Stati Uniti (bandiera)  | A     | Brian Hamilton   | 1982 | 198  | 93   |
| 22    | Stati Uniti (bandiera)  | AC    | Terrence Roberts | 1984 | 208  | 109  |
| 22    | Stati Uniti (bandiera)  | A     | Malcolm Thomas   | 1988 | 206  | 102  |
| 23    | Stati Uniti (bandiera)  | GA    | Gerard Anderson  | 1987 | 198  | 95   |
| 23    | Stati Uniti (bandiera)  | G     | Mardy Collins    | 1984 | 198  | 100  |
| 24    | Stati Uniti (bandiera)  | A     | Jordan Brady     | 1983 | 198  | 100  |
| 24    | RD del Congo (bandiera) | GA    | Christian Eyenga | 1989 | 201  | 95   |
| 24    | Stati Uniti (bandiera)  | A     | Gerald Green     | 1986 | 203  | 91   |
| 24    | Stati Uniti (bandiera)  | A     | Trent Strickland | 1984 | 196  | 98   |
| 33    | Stati Uniti (bandiera)  | A     | Brandon Costner  | 1987 | 206  | 107  |
| 33    | Stati Uniti (bandiera)  | A     | Jamario Moon     | 1980 | 203  | 98   |
| 34    | Stati Uniti (bandiera)  | AC    | Zach Andrews     | 1985 | 206  | 104  |
| 42    | Dominica (bandiera)     | A     | Otis George      | 1982 | 206  | 107  |
| 99    | Stati Uniti (bandiera)  | AC    | Derrick Caracter | 1988 | 206  | 125  |
| 99    | Stati Uniti (bandiera)  | AC    | Anthony Coleman  | 1982 | 211  | 100  |
|       | Stati Uniti (bandiera)  | AC    | Justin Williams  | 1984 | 208  | 104  |

## Staff tecnico
- Allenatore: Eric Musselman
- Vice-allenatori: Conner Henry, Phil Hubbard
- Preparatore atletico: Nina Hsieh